# Christian Widenmann
Christian Widenmann (* 25. April 1802 in Mönchengladbach; † 27. Mai 1876 in Köln) war ein deutscher Jurist und Mitglied der Frankfurter Nationalversammlung.

## Leben
Christian Widenman studierte von 1821 bis 1825 Rechtswissenschaften in Bonn und Berlin. In Bonn schloss er sich 1821 der Alten Bonner Burschenschaft/Germania Bonn an. Nach seinem Studium war er Gerichtspraktikant an mehreren Orten in der Rheinprovinz, 1833 etwa am Oberlandesgericht in Hamm. Von 1833 bis zu seinem Tod wirkte er als Advokat.
Im Revolutionsjahr 1848 wurde er für den Wahlkreis 34, Provinz Rheinland (Mönchengladbach) in das Paulskirchenparlament gewählt. Er war Mitglied der Fraktionen Württemberger Hof und Augsburger Hof und im Gesetzgebungs-, Wahlbegutachtungs- und Zentralgewalt-Ausschuß.
1849 war er Abgeordneter im Gothaer Nachparlament und Unterstaatssekretär im Reichsministerium der Justiz. Außerdem war er seit 1848 Vorsitzender der Kommission zur Ausarbeitung eines gemeinsamen deutschen Handelsrechts.
In seinem Todesjahr 1876 wurde Widenmann promoviert und zum Geheimen Justizrat ernannt.